# Opisthacantha oahuensis
Opisthacantha oahuensis är en stekelart som först beskrevs av Perkins 1910.  Opisthacantha oahuensis ingår i släktet Opisthacantha och familjen Scelionidae. Inga underarter finns listade i Catalogue of Life.